# نيلسون بال
نيلسون بال (بالإنجليزية: Nelson Ball)‏ هو لاعب اتحاد الرغبي نيوزلندي، ولد في 11 أكتوبر 1908 في Foxton, New Zealand ‏ في نيوزيلندا، وتوفي في 9 مايو 1986 في ديربان في جنوب أفريقيا.